# Lankesa
Lankesa je řeka 3. řádu ve střední Litvě, levý přítok řeky Obelis. Teče v okresech Jonava, Ukmergė a Kėdainiai. Pramení na jih od vsi Reniūnai, na východ od obce Bukonys 22 km na západ od okresního města Ukmergė, v severovýchodním okraji okresu Jonava. V blízkosti pramene má velké množství drobných přítoků. Teče zpočátku na severovýchod, protéká vsí Reniūnai již na území okresu Ukmergė, kterým protéká jen nepatrná část délky toku, neboť se obloukem vrací zpět na území okresu Jonava, jen poněkud severněji a dále pokračuje v celkovém směru jihozápadním až ke vsi Ručiūnai, kde se po soutoku s řekou Medukšna ostře stáčí k severu a v celkovém směru severoseverozápadním klikatě pokračuje až do rozšířeného ústí do rybníka Aristavos tvenkinys, který se skládá z několika částí pod různými názvy. Ta část, kde slývají vody řek Obelis a Lankesa se nazývá Bublių tvenkinys (již na území okresu Kėdainiai), mezi vesnicemi Valkaičiai a Aukštieji Kapliai. Lankesa je levý přítok řeky Obelis, do které se vlévá 16,9 km od jejího ústí do řeky Nevėžis. Průměrný spád je 89 cm/km. Při povodních se vylévá z břehů, v sušších létech často místy vysychá, v krutějších zimách místy zamrzá až ke dnu. 

## Přítoky
- Levé:

| Hydrologické pořadí | Řeka        | Délka (km) | Povodí (km²) | Vzdálenost od ústí (km) | Ústí kde                      | Koordináty ústí                 |
| ------------------- | ----------- | ---------- | ------------ | ----------------------- | ----------------------------- | ------------------------------- |
| 13010796            | Srautas     | 6,4        | 16,1         | 41,3                    |                               |                                 |
| 13010798            | Žadupė      | 5,0        | 6,0          | 40,5                    |                               |                                 |
| 13010801            | Smalinė     | 5,1        | 3,6          | 36,8                    |                               |                                 |
| 13010802            | Petrašiunka | 7,4        | 15,3         | 35,6                    |                               |                                 |
| 13010803            | Juodupis    | 7,7        | 6,8          | 34,0                    |                               |                                 |
| 13010804            | Juodynė     | 7,6        | 14,5         | 33,5                    |                               |                                 |
| 13010806            | Medukšna    | 6,3        | 31,2         | 27,3                    | Ručiūnai                      | 55°8′12″ s. š., 24°13′2″ v. d.  |
|                     | Einupis     |            |              | 16,6                    |                               |                                 |
| 13010814            | Vaiskulys   | 3,4        | 5,9          | 6,7                     | Užkapiai                      | 55°14′24″ s. š., 24°9′11″ v. d. |
| 13010815            | Aukupė      | 5,1        | 9,7          | 0,5                     | Bublių tvenkinys (Bajėniškis) | 55°16′4″ s. š., 24°8′26″ v. d.  |

- Pravé:

| Hydrologické pořadí | Řeka       | Délka (km) | Povodí (km²) | Vzdálenost od ústí (km) | Ústí kde | Koordináty ústí                  |
| ------------------- | ---------- | ---------- | ------------ | ----------------------- | -------- | -------------------------------- |
| 13010791            | Garanklė   | 6,5        | 9,9          | 37,9                    |          |                                  |
| 13010811            | Žirgė      | 4,3        | 4,5          | 17,1                    |          |                                  |
|                     | Garanklėlė |            |              | 16,3                    |          |                                  |
| 13010812            | Garanklė   | 8,6        | 12,3         | 15,9                    |          | 55°12′21″ s. š., 24°10′27″ v. d. |
| 13010813            | Gramas     | 5,2        | 8,8          | 10,9                    |          |                                  |

## Obce při řece
- Gaižūnai, Pasraučiai, Martyniškis, Palankesiai, Žeimiai (okres Jonava), Užkapiai, Vainiūnai, Stašaičiai (okres Kėdainiai).